# Infanta Ana de Jesus Maria a Portugaliei
Infanta Dona Ana de Jesus Maria a Portugaliei (Ana de Jesus Maria Luís Gonzaga Joaquina Micaela Rafaela Francisca Xavier de Paula de Bragança e Bourbon; 23 octombrie 1806 – 22 iunie 1857) a fost infantă portugheză și fiica cea mică a regelui Ioan al VI-lea al Portugaliei și a reginei Carlota Joaquina de Borbón.

## Biografie

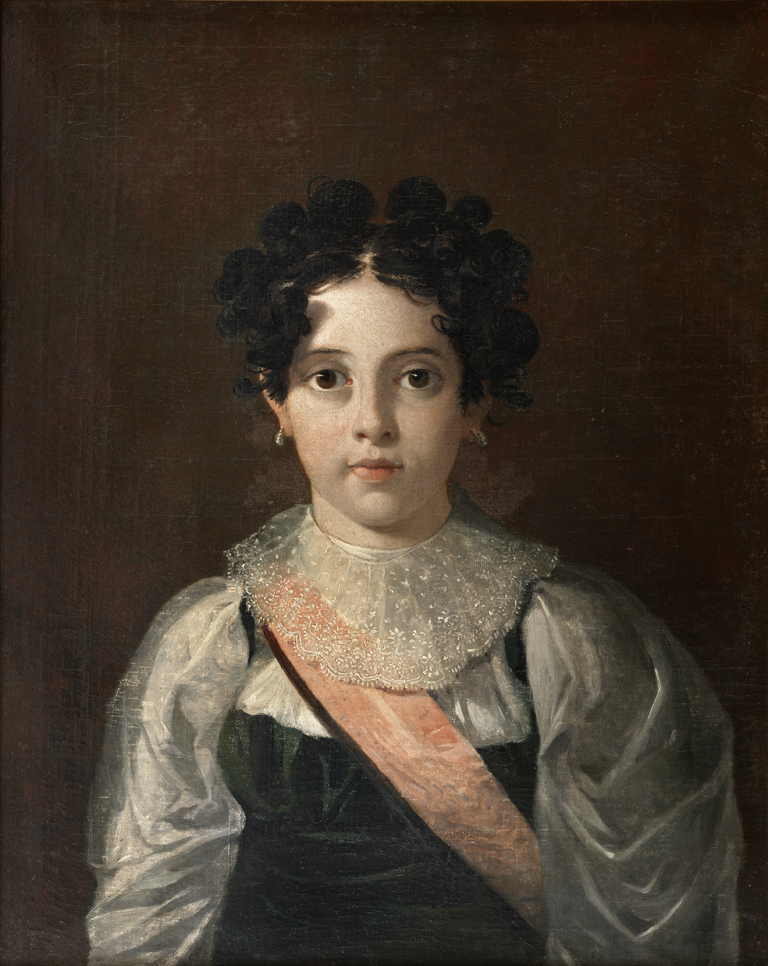
Portret al Infantei Ana de Jesus Maria de Braganza; Nicolas Antoine Taunay.

La 5 decembrie 1827, ea s-a căsătorit cu Dom Nuno José Severo de Mendonça Rolim de Moura Barreto, atunci marchiz de Loulé și Conte de Vale de Reis, viitor Duce de Loulé. Ulterior, el a fost de mai multe ori prim-ministru al Portugaliei. Nunta a fost sărbătorită printr-o ceremonie privată la capela reegală de la Palatul Ajuda și a fost un scandal al momentului. Deși Loulé era nobil și descendent îndepărtat al dinastiei regale a Portugaliei, Dona Ana de Isus a fost prima Infantă a Portugaliei încă din Evul Mediu care s-a căsătorit cu un bărbat care nu era de rang regal.
Motivele pentru căsătorie au fost, probabil, nu politice, având în vedere că primul copil al cuplului s-a născut la 27 decembrie 1827, la douăzeci și două de zile după ceremonie. Căsătoria nu a fost aprobată de către tatăl Donei Ana, regele Ioan al VI-lea, înainte de moartea lui (la acel moment legea portugheză prevedea ca doar la căsătoria moștenitorului prezumtiv era necesar consimțământul suveranului). Nici unul dintre frații ei nu au fost prezenți în țară la data nunții.
Căsătoria nu a fost o fugă, familia regală era conștientă de intenția cuplu de a se căsători și mama Donei Ana mai degraba a facilitat decât a căutat să împiedice căsătoria înainte ca fiica ei să nască.
Odată cu restaurarea absolutismului în Portugalia în 1831, cuplul a fost exilat și au început o călătorie extinsă prin Europa. Ei au avut mai mulți copii născuți în străinătate. Căsătoria s-a încheiat cu o separare de facto în 1835. Infanta a murit înainte ca soțul ei să fie numit duce.